# Cessna 321
Cessna 321 var en modifierad version av Cessna 305 Bird Dog med den militära beteckningen OE-1. Denna version försågs med ett par modifierade vingar från Cessna 180 samt en modifierad flygplankropp. Totalt byggdes 27 maskiner av denna version.